# Benjamin Jesty
Benjamin Jesty (1736-1816) est considéré comme l'un des premiers à avoir expérimenté une vaccination contre la variole, à la fin du XVIIIe siècle.

## Biographie
Benjamin Jesty était un agriculteur du Dorset. Né à Yetminster, Dorset, en 1736, il est le plus jeune des quatre fils de Robert Jesty, boucher, et épouse en 1770 Elizabeth Notley (1740–1824). Dans le sud de l'Angleterre, on commence alors à constater que plusieurs éleveurs résistent à la variole, même quand le bétail en est malade, s'ils ont été immunisés au préalable, naturellement, en raison d'une exposition seulement partielle ou temporaire.
En 1774, Benjamin Jesty  a réussi à induire une immunité artificielle chez sa femme et ses deux fils avec la vaccine ou cow pox, au cours d'une épidémie de variole, en lui transférant une petite quantité prélevée sur une de ses vaches malade. D'abord très malades, tous les trois résistent, mais l'entourage se montre très critique.
Mais ce n’est qu’après les travaux d'Edward Jenner, une vingtaine d'années plus tard, que le procédé a été largement compris : Jenner est arrivé indépendamment aux mêmes conclusions, et reçoit une prime de 10 000 £ du parlement pour avoir mis au point la vaccination, puis une seconde de 20 000 £ en 1807. Entre-temps, George Pearson, qui sera le fondateur de l'Original Vaccine Pock Institute, tente de faire reconnaître par le parlement que Jesty était le premier, mais sans y parvenir. Le révérend Andrew Bell, effectue une démarche similaire en 1803, appuyée par le député George Rose.